# Stare Wierzchowo
Stare Wierzchowo [ˈstarɛ vjɛʂˈxɔvɔ] (trước đây là Sassenburg của Đức) là một ngôi làng thuộc khu hành chính của Gmina Szczecinek, thuộc huyện Szczecinecki, Zachodniopomorskie, ở phía tây bắc Ba Lan. Nó nằm khoảng 13 kilômét (8 mi) phía bắc Szczecinek và 146 km (91 mi) về phía đông của thủ đô khu vực Szczecin.
Trước năm 1945, khu vực này là một phần của Đức. Đối với lịch sử của khu vực, xem Lịch sử của Pomerania.
Ngôi làng có dân số xấp xỉ 140.